# Kinderspiele (Film)
Kinderspiele ist ein Fernsehfilm des Regisseurs Wolfgang Becker. Er wurde fürs ZDF produziert und auf dem Filmfest München 1992 uraufgeführt. Im Fernsehen wurde der Film am 25. September 1994 gezeigt.

## Handlung
Das Drama spielt in einer deutschen Arbeitersiedlung der 1960er Jahre. Es ist ein heißer Sommer und die Ferien stehen vor der Tür. Die Hauptfigur Micha besucht die vierte Klasse und wird aufgrund seines guten Zeugnisses aufs Gymnasium wechseln. Von seinem jähzornigen Vater regelmäßig geschlagen und von seiner Mutter vernachlässigt, verbringt Micha seine Zeit mit Kalli, einem Klassenkameraden, der weniger durch schulische Leistungen als vielmehr durch schlechte Manieren und Herumtreiben glänzt. Eines Tages verlässt die Mutter mit Peter (dem jüngeren Bruder Michas) die Familie. Schließlich kommt es zu einem tragischen Ende zwischen Micha und seinem Vater.

## Preise
- Preis der deutschen Filmkritik 1992, Bester Spielfilm[2]
- Regieförderpreis der HypoVereinsbank 1992 für Wolfgang Becker
- Deutscher Kamerapreis 1992, Kategorie Fernsehfilm, für Martin Kukula[3]
- Publikumspreis der Marler Gruppe beim Adolf-Grimme-Wettbewerb 1995

## Kritik
Das Lexikon des internationalen Films beurteilt den Film als „Sehenswert“. Er sei ein „hervorragend inszeniertes und gespieltes düsteres Drama über den Verlust der Liebe und der untröstlichen Verzweiflung eines Kindes darüber“ und zeige „[w]eit über den Einzelfall hinausweisend, […] wie Gewalt gegen Abhängige und der Entzug von Liebe einen Kreislauf in Gang setzen, bei dem das Opfer selbst wieder zum Täter wird.“